# Бат-Галим
Бат-Галим (ивр. בת גלים‎, дословно — «Дочь волн») — микрорайон Хайфы, Израиль, расположенный у подножия горы Кармель на побережье Средиземного моря. Рядом с Бат-Галим находится важнейшая достопримечательность Хайфы — пещера Илии. Бат-Галим известен своей набережной и песчаными пляжами. Район простирается от больницы Рамбам на севере до канатной дороги Хайфы на юге и от береговой линии Средиземного моря на западе до железнодорожной станции Бат-Галим на востоке.
Является частью административного района Западная Хайфа.

## Этимология
Название «Бат Галим» является отсылкой к книге пророка Исайи (Ис. 10:30):

 Кричи в голос, Бат Галим!

## История
Археологические находки (надписи на греческом языке) показали, что пещера Илии считалась святым местом уже в начале византийской эпохи.
Район находится на старом городище, где до 1761 года, располагался город Хайфа.

Бат-Галим стал первым пунктом еврейского поселения в современной Хайфе. Район основан в 1920-х годах как садовый пригород частных домов, спроектированный архитектором Баухауса Рихардом Кауфманном. Во время британского мандата Бат-Галим был центром развлечений Хайфы. В «Казино», знаковом здании на набережной Бат-Галим, находилось кафе, которое посещали британские офицеры, хотя оно никогда не использовалось для азартных игр. Кроме того, Бат-Галим был центром водного спорта в стране, там был построен бассейн.
- Бат Галим 1932 г. 1:20 000
- Бат Галим 1945 1:250 000

В связи с участившимися в 1930-х годах столкновениями между евреями и арабами, место для нового района было выбрано с таким расчётом, чтобы поселение германских темплеров Мошава Германит (ныне район Хайфы) прикрыла новое еврейское поселение от арабской Хайфы на востоке, а охраняемая железная дорога Хайфа—Тель-Авив — от арабского поселения Тират ха-Кармель на юге. Во время еврейско-арабских столкновений 1936—1939 годов и во время Войны за независимость жителям района Бат-Галим всё же пришлось участвовать в боях против воинственно настроенных арабов.
Во время Второй мировой войны Бат-Галим был центром нелегальной иммиграции и доставки оружия. На территории Бат-Галим англичанами был разбит лагерь для нелегальных иммигрантов (ныне музей). Поскольку, в соответствии с английскими законами, любой, родившийся на подмандатных территориях, автоматически получал английское гражданство, мужчины и женщины в лагере для нелегальных иммигрантов содержались раздельно, а обстановка (нары в четыре ряда, крайне скудное количество еды и свежего воздуха) очень напоминали нацистские концентрационные лагеря. На еврейских иммигрантов, сбежавших от ужасов концлагерей нацистского режима, такая обстановка действовала крайне удручающе.
В районе Бат-Галим в 1936 году был сооружён первый в Хайфе морской пляж. Англичане не устраивали пляжей, потому что рассматривали Хайфу исключительно как перевалочный пункт для сырья, получаемого из подконтрольных им ближневосточных земель. В результате всё побережье Хайфского залива было занято портом. До сих пор хайфские пляжи располагаются только на западе Хайфы, выходя в открытое Средиземное море. Благоустроенный общедоступный пляж Бат-Галим не имеет никаких ограничений на посещение, благоустроенный религиозный пляж xa-Xоф xа-Шекет (ивр. החוף השקט‎) предусматривает раздельное посещение для мужчин и женщин.
Вследствие относительной отрезанности района от остального города железной дорогой (вплоть до 2010-х в него вела только одна удобная дорога) район так и не стал деловым центром.

## Достопримечательности
Рядом с микрорайоном Бат Галим находится пещера, в которой, согласно иудейскому преданию, скрывался пророк Илья (Пещера Илии). (По мнению христиан-католиков, пещера Ильи-пророка находится в районе «Французский Кармель», в церкви Стелла Марис).
В Бат Галим расположен Медицинский центр Рамбам, а на его территории старый монастырь кармелиток. Монастырь в месте, носящем название Аль-Зуара (паломническое место), был основан в 1888 году монахинями-кармелитками, приехавшими в Израиль из Франции. Во время османского периода, когда османы изгнали монахинь, здание использовалось как больница, но монахини вернулись в него и остались там до 1936 года, когда они переехали в здание на горе Кармель. В настоящее время в здании монастыря располагаются административные службы больницы Рамбам, но здание включено в список охраняемых государством исторических объектов и является примером эклектической архитектуры Хайфы.

В Рамбам находится медицинский факультет Техниона и Институт исследований в области медицинских наук семьи Раппапорт расположены на севере Бат-Галима, недалеко от берега.
Бат-Галим и близлежащие районы обслуживаются железнодорожной станцией Хайфы Бат-Галим. Бат-Галим — нижняя станция хайфской канатной дороги, которая проходит вверх и вниз по Кармелю от Стеллы Марис.
Набережную Бат-Галима (носящую имя одного из основателей микрорайона П.Марголина) и монастырь Стелла Марис на вершине горы Кармель соединяет построенная в 1986 году первая туристическая канатная дорога. В районе Бат-Галима расположено «Английское солдатское кладбище», Железнодорожная станция «Бат-Галим», Управление северного отделения транспортного кооператива «Эгед».
Другие достопримечательности района:
- Древние погребальные пещеры, датируемые XVIII веком до н. э. и ранее (сегодня — в заброшенном состоянии);
- Скандинавский дом: Построен в 1923 году как резиденция семьи Кресенти (сегодня улица Алия, 14). Название здание получило после того, как оно стало общежитием для волонтеров из скандинавских стран.
- Монастырь Святого Иосифа. Расположен напротив монастыря кармелитов, построен в 1912—1914 годах. Сегодня используется, как и второй монастырь, больницей Рамбам.
- Ветряная мельница тамплиеров: построена в 1874 году. Это первое здание, построенное тамплиерами в этом районе. Изначально мельница приводилась в движение ветром, но в затем стала работать от паровой машины.
- Казино Бат-Галим сегодня представляет собой бетонное здание. С 1930-х годов использовалось для проведения досуга населения.
- Дом Аарона Розенфельда, одного из пионеров судоходства в Израиле и основателя района Бат-Галим.
- Комплекс семейных домов Рахили и Ицхака Самсоновых — дом Ицхака Самсонова, одного из первых ветеринаров Израиля.
- Бейт Пинхас Марголин, построен в 1923 году.

## Демография
Бат-Галим — смешанный район, состоящий из семей разных национальностей и социально-экономического происхождения, включая еврейские семьи, которые жили здесь до Второй мировой войны, поэтому здесь проживает большое количество пожилых людей, много иммигрантов из бывшего Советского Союза, а также представителей христианских и мусульманских меньшинств. За последние несколько лет в Бат-Галиме поселилось множество студентов-медиков, как местных, так и иностранных, которые приезжают учиться и проходить стажировку в больнице Рамбам.
В этом районе ежегодно продится «фестиваль открытых домов», когда художники и ремесленники открывают свои дома для публики на несколько дней в сентябре, чтобы продемонстрировать и продать свои произведения. Это ежегодное мероприятие привлекает людей со всей страны и включает в себя живую музыку, развлечения для детей, лекции, архитектурные экскурсии по городу и выступление мэра Хайфы.

## Пляж и серфинг
Бат-Галим — популярное место среди серферов, занимающихся вейв-серфингом, виндсерфингом и кайтсерфингом на протяжении круглого года. Здесь проводится множество международных соревнований. Среди серферов много пловцов: вдоль берега есть три охраняемых пляжа, в том числе популярный пляж «Лагуна», специально предназначенный для пловцов, и пляж «Бэкдор» для серферов.